# Monotelismo
O monotelismo foi uma heresia surgida no cristianismo. Opôs-se ao nestorianismo, que afirmava haver em Jesus Cristo duas pessoas: uma pessoa divina e uma pessoa humana. Essa crença foi condenado pelo Primeiro Concílio de Éfeso, em 431.
Eutiques, arquimandrita de um mosteiro de Constantinopla, defendeu que, havendo uma só pessoa em Jesus Cristo, também devia haver uma só natureza, admitindo que a humana fora absorvida pela divina. Essa heresia foi conhecida como monofisismo. A discussão foi turbulenta e a questão só foi definitivamente resolvida no Concílio de Calcedónia, em 451, que definiu haver em Jesus Cristo duas naturezas, a divina e a humana, subsistindo na única pessoa divina do verbo encarnado. Esta definição não convenceu diversas comunidades, que continuaram a aderir ao monofisismo, algumas até hoje.
Tempos depois, o patriarca Sérgio I de Constantinopla, com a intenção de congraçar os monofisistas, proclamou que em Jesus Cristo, embora havendo duas naturezas, só havia uma vontade, pela identificação perfeita da vontade humana com a vontade divina, o que ficou conhecido na história das heresias por monotelismo. A questão ficou esclarecida no Terceiro Concílio de Constantinopla, em 681.